# Писака (фильм, 2014)
«Писа́ка» (англ. The Scribbler) — триллер 2014 года режиссёра Джона Суитца, основанный на его собственном романе с одноимённым названием. В главных ролях: Кэти Кэссиди, Гаррет Диллахант, Мишель Трахтенберг, Элайза Душку, Майкл Империоли и Билл Кэмпбелл. В США премьера фильма состоялась 19 сентября 2014 года.

## Сюжет
События фильма разворачиваются вокруг молодой женщины по имени Зуки, только что выписавшейся из психбольницы. Она страдает диссоциативным расстройством личности. В её разуме уживаются несколько личностей, среди которых доминируют Зуки и Писака. Её направляют в специальный медицинский корпус, гостиницу, в которой живут люди с разными психическими заболеваниями. Там она должна избавиться от своих побочных личностей, из-за которых загремела в психушку, с помощью специального аппарата. Гостиница-общежитие неспроста называется «башня прыгунов», там периодически кто-то кончает с жизнью. Но так ли это на самом деле?

## В ролях
| Актёр              | Роль           |
| ------------------ | -------------- |
| Кэти Кэссиди       | Зуки           |
| Гаррет Диллахант   | Хоган          |
| Мишель Трахтенберг | Элис           |
| Элайза Душку       | Дженнифер Силк |
| Майкл Империоли    | Мосс           |
| Билл Кэмпбелл      | Синклер        |
| Джина Гершон       | Клео           |
| Саша Грей          | Банни          |
| Кунал Найяр        | Карем          |
| Эшлинн Йенни       | Эмили          |
| Т. В. Карпио       | Сатоми         |
| Ричард Рили        | офицер О’Райли |